# Distrikt Awajún
Der Distrikt Awajún liegt in der Provinz Rioja in der Region San Martín im zentralen Norden von Peru. Er wurde am 26. Dezember 1984 gegründet. Der Distriktname leitet sich von Awajún ab, einer indigenen Volksgruppe in der Region.
Der Distrikt besitzt eine Fläche von 506 km². Beim Zensus 2017 wurden 7892 Einwohner gezählt. Im Jahr 1993 lag die Einwohnerzahl bei 2963, im Jahr 2007 bei 7427. Sitz der Distriktverwaltung ist die 877 m hoch gelegene Ortschaft Bajo Naranjillo mit 1290 Einwohnern (Stand 2017). Bajo Naranjillo befindet sich 35 km nordwestlich der Provinzhauptstadt Rioja.

## Geographische Lage
Der Distrikt Awajún liegt in den östlichen Voranden westzentral in der Provinz Rioja. Im Norden wird der Distrikt von dem nach Osten, später nach Süden fließenden Río Mayo begrenzt, im Südosten von dessen rechten Nebenfluss Río Soritor. Der Río Naranjillo, ein weiterer rechter Nebenfluss, durchquert das Areal in überwiegend nordnordöstlicher Richtung. Die Nationalstraße 5N führt durch den Distrikt. Der Süden des Distrikts erstreckt sich über einen Höhenrücken, der zum Waldschutzgebiet Bosque de Protección Alto Mayo gehört.
Der Distrikt Awajún grenzt im Westen an den Distrikt Pardo Miguel, im Norden an den Distrikt Moyobamba (Provinz Moyobamba), im Osten an die Distrikte San Fernando und Nueva Cajamarca sowie im Südwesten an die Distrikte Vista Alegre (Provinz Rodríguez de Mendoza) und Granada (Provinz Chachapoyas).

## Ortschaften
Im Distrikt gibt es neben dem Hauptort folgende größere Ortschaften:
- Alto Mayo (618 Einwohner)
- Naranjillo (5900 Einwohner)
- Nueva Santa Cruz (337 Einwohner)
- Río Soritor (746 Einwohner)
- San Carlos (601 Einwohner)
- San Francisco (1705 Einwohner)
- Shampuyacu (526 Einwohner)